# Raquel Urtasun
Raquel Urtasun es una profesora de la Universidad de Toronto. Tiene una cátedra de investigación en aprendizaje automático y visión por computadora en el Departamento de Ciencias de la Computación. Urtasun utiliza inteligencia artificial, particularmente aprendizaje profundo, para hacer que los vehículos y otras máquinas perciban el mundo de manera más precisa y eficiente. En mayo de 2017, Uber la contrató para dirigir un equipo de investigación con sede en Toronto para el programa de vehículos autónomos de la empresa.

## Educación
Urtasun se graduó en la Universidad Publica de Navarra en 2000 y obtuvo su doctorado en el departamento de Ciencias de la Computación de la Escuela Politécnica Federal de Lausanne (EPFL). A continuación hizo su estancia postdoctoral en el MIT y en la Universidad de California Berkeley.

## Carrera
El área de investigación de Raquel Urtasun es la percepción de las máquinas para vehículos autónomos. Este trabajo implica incluir aprendizaje automático, visión por computadora, robótica y teledetección. Antes de asumir su cargo actual en la Universidad de Toronto, fue profesora asistente en el Instituto Tecnológico de Toyota en Chicago (TTIC) y se desempeñó brevemente como profesora visitante en ETH Zúrich en 2010.
En Uber, Urtasun lidera un grupo de investigación en el Grupo de Tecnologías Avanzadas de Uber. Uber contrató a docenas de investigadores y también hizo un compromiso multimillonario de varios años con el Vector Institute de Toronto, que Urtasun cofundó. Trabaja para la Universidad de Toronto un día a la semana y los otros cuatro para Uber. Urtasun llevó a ocho estudiantes con ella.

## Premios
Entre los premios de Urtasun se encuentran una beca NSERC EWR Steacie Memorial, un premio NVIDIA Pioneers of AI, un premio al joven investigador del Ministerio de Educación e Innovación. Ha recibido premios de investigación de la facultad tanto de Amazon como de Google, este último en tres ocasiones. Se desempeñó como presidenta del programa de CVPR 2018 y es editora del International Journal in Computer Vision (IJCV). También se ha desempeñado como coordinadora de área de varias conferencias de Visión y aprendizaje automático, incluidas NeurIPS, UAI, ICML, ICLR, CVPR y ECCV .